# 瀧宮神社 (三原市)
瀧宮神社（たきのみやじんじゃ）は、広島県三原市にある神社。

## 概要
JR三原駅の北東1km程、三原市が和久原川に沿って北東に伸びる入口、中之町に鎮座している。
社伝によると、欽明天皇5年（544年）に木梨里熊という人物が占った際、櫻山の頂に素戔嗚尊が降臨したとして「櫻宮」と称したのが創建とされる。
大宝元年（701年）、出雲国須佐国造に請じて八雲路山に遷座し、峡流に因んで「瀧宮」と改称した。その後、延暦22年（803年）の大洪水により現在地に遷座した。

## 祭神
- 須佐之男命

他七柱